# Live In Carré
Live in Carré er et livealbum af The Dubliners udgivet i 1985. Det er optaget i oktober måned 1983 i Amsterdam. De medvirkende er Ronnie Drew, Barney McKenna, John Sheahan, Seán Cannon og Luke Kelly. Luke Kelly døde kun få måneder efter indspilningen af dette album, og dette blev dermed det sidste album med nye indspilninger af ham.
Albummet indeholder tidligere udgivet materiale. Det blev genudgivet i år 2000 under samme navn.

## Spor[2]

### Side Et
1. "Sweets of May"
2. "Dicey Reilly"
3. "Song for Ireland" (Phil Colclough)
4. "Building Up and Tearing England Down" (Dominic Behan)
5. "Dunphy's Hornpipe/Leitrim Fancy/Down the Broom"
6. "Dirty Old Town" (Ewan McColl)
7. "The Old Triangle" (Brendan Behan)

### Side To
1. "The Waterford Boys/Reels: The Humours of Scariff/The Flannel Jacket"
2. "Galway Races"
3. "The Prodigal Son" (John Sheahan)
4. "Whiskey in the Jar"
5. "The Sick Note" (Pat Cooksey)
6. "The Wild Rover"
7. "Seven Drunken Nights"